# Nidulispora quadrifida
Nidulispora quadrifida är en svampart som beskrevs av Nawawi & Kuthub. 1990. Nidulispora quadrifida ingår i släktet Nidulispora, divisionen sporsäcksvampar och riket svampar.   Inga underarter finns listade i Catalogue of Life.